# Plongeur CMAS 2 étoiles
Le niveau plongeur CMAS 2 étoiles ("two star diver" en anglais) est le deuxième niveau de plongeur défini par la Confédération mondiale des activités subaquatiques (CMAS).
Il permet d'effectuer des plongées en autonomie dans des eaux peu profondes, et au sein d'une palanquée encadrée par un Dive Leader jusqu'à une profondeur maximum de 40 mètres.
Les niveaux de plongeur CMAS ont été définis afin de permettre aux plongeurs de voir leurs qualifications locales reconnues à l'étranger. Le niveau de plongeur CMAS 2 étoiles est généralement obtenu par équivalence à l'obtention du deuxième brevet de plongée des fédérations nationales membres de la CMAS. En France, il est obtenu par équivalence à l'obtention du brevet de plongeur niveau 2 de la Fédération française d'études et de sports sous-marins (FFESSM).

## Prérogatives
Le plongeur titulaire du niveau CMAS 2 étoiles peut effectuer des plongées en autonomie répondant aux critères suivants  :
- Avec un autre plongeur titulaire du niveau plongeur CMAS 2 étoiles
- Dans des eaux peu profondes et abritées

Il peut aussi effectuer des plongées encadrées par un Dive Leader répondant aux critères suivants :
- La profondeur maximale est de 40 mètres.
- Le gaz respiré est l'air, hors qualification supplémentaire détenue par le plongeur.
- La plongée se fait sans paliers de désaturation obligatoires.
- La plongée peut se faire de nuit.
- Une remontée verticale doit être possible à tout moment.
- Un support approprié doit être disponible en surface.
- Les conditions rencontrées ne doivent pas être plus difficiles que les conditions rencontrées pendant la formation.